# Tervasjärvi, Lappland
Tervasjärvi är en sjö i Kiruna kommun i Lappland och ingår i Kalixälvens huvudavrinningsområde. Sjön har en area på 0,569 kvadratkilometer och ligger 383 meter över havet. Sjön avvattnas av vattendraget Tervasjoki.

## Delavrinningsområde
Tervasjärvi ingår i det delavrinningsområde (750435-172117) som SMHI kallar för Utloppet av Tervasjärvi. Medelhöjden är 421 meter över havet och ytan är 4,74 kvadratkilometer. Det finns inga avrinningsområden uppströms utan avrinningsområdet är högsta punkten. Tervasjoki som avvattnar avrinningsområdet har biflödesordning 3, vilket innebär att vattnet flödar genom totalt 3 vattendrag innan det når havet efter 286 kilometer. Avrinningsområdet består mestadels av skog (79 procent). Avrinningsområdet har 0,61 kvadratkilometer vattenytor vilket ger det en sjöprocent på 13 procent.